# ミュージックボックス (映画)
『ミュージックボックス』（Music Box）は、ジョー・エスターハス脚本、コスタ＝ガヴラス監督による1989年のアメリカ合衆国の映画。
ハンガリーにおけるユダヤ人虐殺をテーマに、戦争犯罪の容疑をかけられたハンガリー系アメリカ人の男とその弁護を務める娘を描いた法廷ドラマ。脚本を書いたエスターハスもハンガリー出身である。出演はジェシカ・ラング、アーミン・ミューラー＝スタール、フレデリック・フォレスト、ドナルド・モファット、ルーカス・ハースなど。
第40回ベルリン国際映画祭金熊賞受賞作品。

## キャスト
- ジェシカ・ラング
- アーミン・ミューラー＝スタール
- フレデリック・フォレスト
- ドナルド・モファット
- ルーカス・ハース
- エルジュビェタ・チジェフスカ（英語版）
- マイケル・ルーカー

## 受賞とノミネート
| 映画祭・賞           | 部門                    | 候補             | 結果       |
| -------------------- | ----------------------- | ---------------- | ---------- |
| ベルリン国際映画祭   | 金熊賞                  | コスタ＝ガヴラス | 受賞       |
| アカデミー賞         | 主演女優賞              | ジェシカ・ラング | ノミネート |
| ゴールデングローブ賞 | 主演女優賞 (ドラマ部門) | ジェシカ・ラング | ノミネート |